# جهش ایمان
جهش ایمان (انگلیسی: Leap of faith) در فلسفه عبارت است از باور یا پذیرش چیزی نه بر اساس عقل. این عبارت با فیلسوف دانمارکی سورن کی‌یرکگور مرتبط است.

## کاربرد اصطلاحی
به عنوان یک اصطلاح، جهش ایمان می‌تواند به عمل اعتقاد به چیزی که غیرقابل اثبات است اشاره کند. این اصطلاح همچنین می‌تواند به کار خطرناکی اشاره کند که یک فرد به امید یک نتیجه مثبت انجام می‌دهد. علاوه بر این، جهش ایمان ممکن است به مکانیکی در بازی‌های ویدیویی اشاره داشته باشد که در آن بازیکن مجبور می‌شود به سکو یا مکانی بپرد که از موقعیت فعلی بازیکن قابل مشاهده نیست.

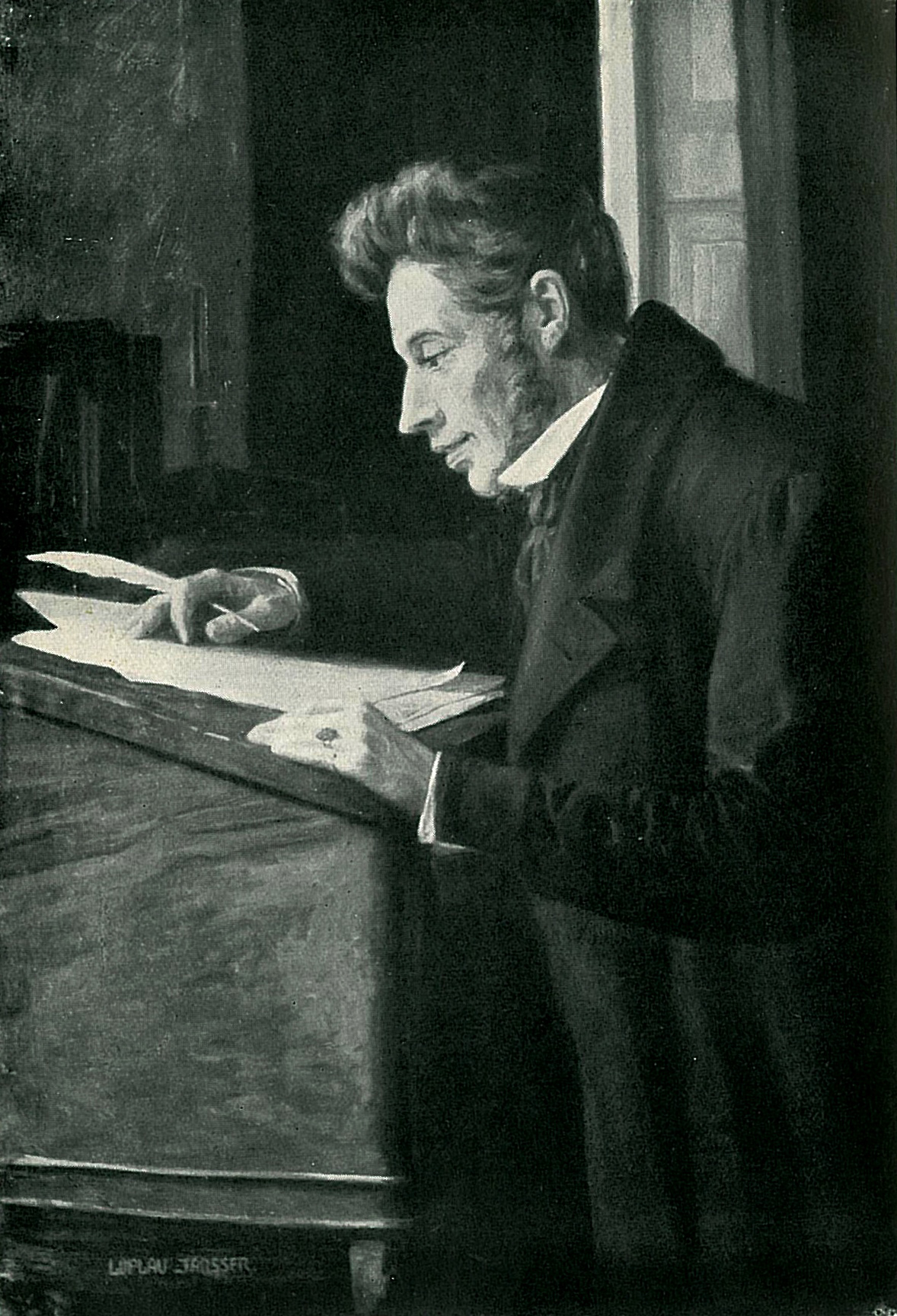
کی‌یرکگور پشت میزش

## پس‌زمینه
این عبارت به سورن کی‌یرکگور نسبت داده می‌شود، اگرچه او هرگز از اصطلاح «جهش ایمان» استفاده نکرد، بلکه به «جهش کیفی» اشاره کرده است.
مفهوم جهش ایمان، بسته به زمینه، می‌تواند معانی مثبت یا منفی داشته باشد، زیرا برخی احساس می‌کنند این یک فضیلت است که بتوان به چیزی بدون مدرک اعتقاد داشت درحالی‌که برخی دیگر آن را حماقت می‌دانند.

## توسعه مفهوم توسط کیرکگور
جهش ایمان، به گفته کی‌یرکگور، مستلزم چرخش است، زیرا جهش با ایمان انجام می‌شود. کی‌یرکگور در کتاب خود پایان‌نامه غیرعلمی پس‌نوشته‌های فلسفی این جهش را شرح می‌دهد: «تفکر می‌تواند به سمت خود بچرخد تا در مورد خودش فکر کند و شک و تردید ظاهر شود. اما این تفکر در مورد خودش هرگز چیزی را انجام نمی‌دهد.» کی‌یرکگور می‌گوید تفکر باید با اندیشیدن به چیزی خدمت کند. کی‌یرکگور می‌خواهد «تعمل خوداندیشی» را متوقف کند و این حرکتی است که یک جهش را تشکیل می‌دهد.
کی‌یرکگور یک لوتری اسکاندیناویایی ارتدوکس بود که با تشکیلات الهیاتی لیبرال زمان خود در تضاد بود. آثار او شامل تصور ارتدوکس لوتری از خدایی بود که بدون قید و شرط انسان را می‌پذیرد، و ایمان خود هدیه‌ای از جانب خداوند است، و این که بالاترین مقام اخلاقی زمانی حاصل می‌شود که شخص متوجه این موضوع شود و دیگر به او یا خودش وابسته نباشد، و جهش ایمان به آغوش خدای مهربان کند.
کی‌یرکگور «جهش» را با استفاده از داستان آدم و حوا، به‌ویژه «جهش» کیفی آدم به گناه توصیف می‌کند. جهش آدم به‌معنای تغییر از یک کیفیت به کیفیت دیگر است؛ کیفیت نداشتن گناه به کیفیت داشتن گناه. کی‌یرکگور می‌نویسد که انتقال از یک کیفیت به کیفیت دیگر تنها با یک «جهش» امکان‌پذیر است. هنگامی که انتقال اتفاق می‌افتد، شخص مستقیماً از یک حالت به حالت دیگر حرکت می‌کند و هرگز هر دو ویژگی را ندارد. توجه داشته باشید کی‌یرکگور می‌نویسد: «انسان در لحظه‌ای آگاه می‌شود که به‌دنیا آمده است؛ زیرا حالت پیشین او، که ممکن است به آن نچسبد، حالت نبودن بوده است». کی‌یرکگور احساس می‌کرد که به‌دلیل تناقضاتی که در مسیحیت وجود دارد، جهش ایمان در پذیرش مسیحیت حیاتی است. کی‌یرکگور در کتاب‌هایش پس‌نوشته‌های فلسفی و پایان‌نامه غیرعلمی پس‌نوشته‌های فلسفی به پارادوکس‌هایی که مسیحیت داراست می‌پردازد.
کی‌یرکگور در توصیف این جهش با گوتولد افرایم لسینگ موافق بود. استفاده کی‌یرکگور از اصطلاح «جهش» در پاسخ به «خندق لسینگ» بود که لسینگ در نوشته‌های الهیاتی خود به آن پرداخت. هم لسینگ و هم کی‌یرکگور دربارهٔ عاملی که ممکن است برای استناد به ایمان استفاده شود بحث می‌کنند. لسینگ سعی کرد مستقیماً با مسیحیت عقلانی مبارزه کند و هنگامی که شکست خورد، به‌طور غیرمستقیم از طریق آنچه کی‌یرکگور آن را «ساختارهای خیالی» نامید با آن مبارزه کرد. هر دو تحت تأثیر ژان ژاک روسو بودند. در سال ۱۹۵۰، فیلسوف وینسنت ادوارد اسمیت نوشت که «لسینگ و کی‌یرکگور به شیوه‌ای معمولی اعلام می‌کنند که هیچ پلی بین دانش تاریخی و متناهی و وجود و طبیعت خدا وجود ندارد.»
در سال ۱۹۴۶ کی‌یرکگور نوشت: «جهش در درجه‌ای که فاصله‌ای بین موقعیت اولیه و مکانی که جهش از آن صورت گرفته، آسان‌تر می‌شود. و همچنین در مورد یک حرکت تعیین‌کننده در قلمرو روح نیز همین گونه است. دشوارترین اقدام این نیست که در آن فرد از تصمیم دور باشد (مثل زمانی که یک غیرمسیحی در آستانه تصمیم‌گیری برای تبدیل شدن به یک فرد مسیحی است)، بلکه زمانی است که انگار موضوع از قبل تصمیم‌گرفته‌شده است.